# Saujil (Tinogasta)
Saujil es una localidad del Departamento Tinogasta, en el oeste de la provincia argentina de Catamarca. Se asienta a 15 km de la Ciudad de Fiambalá por RP 34. Sus actividades económicas se vinculan a la vitivinicultura principalmente aunque también tienen lugar plantas frutales y hortalizas, la actividad es cuentapropista.
El oasis se abastece gracias a la emersión de aguas subterráneas que permiten el consumo humano y el regadío de los viñedos.
Ha sido escenario del Rally Dakar en sus tres ediciones en Argentina, recibiendo un gran número de turistas y aficionados al deporte aventura, los médanos de Saujil se han convertido en su principal atractivo.

## Toponimia
El topónimo Saujil significa "lugar de la luz" en lengua cacán.

## Geografía

### Población
Cuenta con 320 habitantes (Indec, 2001) lo que representa un incremento del 50% frente a los 213 habitantes (Indec, 1991) del censo anterior.

### Terremoto de Catamarca 1898
Ocurrió el 4 de febrero de 1898, a las 12.57 de 6,4 en la escala de Richter; a 28º26' de Latitud Sur y 66º09' de Longitud Oeste ({{coord|28|26|59|S|66|9|

#### Sismicidad
La sismicidad de la región de Catamarca es frecuente y de intensidad baja, y un silencio sísmico de terremotos medios a graves cada 30 años en áreas aleatorias. Sus últimas expresiones se produjeron:
- 21 de marzo de 1892 (132 años), a las 1.45 UTC-3 con 6,0 Richter; como en toda localidad sísmica, aún con un silencio sísmico corto, se olvida la historia de otros movimientos sísmicos regionales (terremoto de Recreo de 1892)
- 21 de octubre de 1966 (58 años), a las 12.39 UTC-3 con 5,0 Richter
- 3 de noviembre de 1973 (51 años), a las 14.17 UTC-3 con 5,8 Richter: además de la gravedad física del fenómeno se unió el olvido de la población a estos eventos recurrentes
- 7 de septiembre de 2004 (20 años), a las 8.53 UTC-3, con una magnitud aproximadamente de 6,5 en la escala de Richter (terremoto de Catamarca de 2004)[1]